# Монтгомери, Хью, 12-й граф Эглинтон
Полковник Хью Монтгомери, 12-й граф Эглинтон (англ. Hugh Montgomerie, 12th Earl of Eglinton; 5 ноября 1739 — 14 декабря 1819) — шотландский пэр, политик, военный и композитор.

## Биография
Родился 5 ноября 1739 года. Сын Александра Монтгомери (? — 1783) и Лиллиас Монтгомери (1715—1783), дочери сэра Роберта Монтгомери, 5-го баронета. Внук Хью Монтгомери и правнук полковника Джеймса Монтгомери (? — 1675), четвертого сына Александра Монтгомери, 6-го графа Эглинтона (1588—1661).
Хью Монтгомери был назван лордом Монтгомери с 1769 года. Избирался членом парламента от Эршира в 1780—1781, 1784—1789 и 1796 годах. В том же году он стал лордом-лейтенантом Эршира, и занимал эту должность до своей смерти. В 1794 году он сформировал фехтовальный полк West Lowland Fencibles, полковником которого он был.
30 октября 1796 года после смерти своего троюродного брата, Арчибальда Монтгомери, 11-го графа Эглинтона (1726—1796), не оставившего наследников мужского пола, Хью Монтгомери унаследовал титулы 12-го графа Эглинтона и 13-го лорда Монтгомери. Он был избран пэром-представителем и вступил в Палату лордов Великобритании (1798—1806).
15 февраля 1806 года ему был присвоен титул 1-го барона Ардроссана в системе пэрства Соединённого королевства, что позволило ему самостоятельно заседать в палате лордов. В 1814 году он был удостоен звания Рыцаря Чертополоха.
Поскольку крупные корабли не смогли достичь Глазго из-за заиливания реки Клайд, Хью Монтгомери продвигал и частично финансировал строительство канала Глазго, Пейсли и Ардроссан. Однако средства закончились, и канал был построен только от Глазго до Джонстона через Пейсли. Конечная остановка канала в Глазго находилась в Порт-Эглинтоне. Хотя пристань сейчас засыпана, соседняя Эглинтон-стрит до сих пор носит его имя. Подготовительные работы над каналом от новой гавани, созданной в Ардроссане, были использованы в качестве основы для улицы Глазго, главной улицы города.
Хью Монтгомери был композитором-любителем и виолончелистом. Его самая известная работа — танцевальная мелодия «Ayrshire Lasses», и другие композиторы посвящали ему свои произведения, в том числе Томас Арн.

## Семья
Около 3 июня 1772 года Хью Монтгомери женился на Элеоноре Гамильтон (ок. 1742 — 18 января 1817), дочери Роберта Гамильтона (1698—1773) и Джин Митчелл. У них было два сына и две дочери:
- Генерал-майор достопочтенный Арчибальд Монтгомери, лорд Монтгомери (30 июля 1773 — 4 января 1814), отец Арчибальда Монтгомери, 13-го графа Эглинтона.
- Достопочтенный Роджер Монтгомери (ум. июнь 1799), офицер Королевского флота.
- Леди Джейн Монтгомери (ум. 23 февраля 1860), жена с 1828 года капитана Арчибальда Гамильтона (1777—1848)
- Леди Лилиас Монтгомери (ум. 10 сентября 1845), 1-й муж с 1796 года Роберт Дандас Маккуин, 2-й муж с 1817 года Ричард Александр Освальд.